# Stylops moestae
Stylops moestae  (лат.) — вид веерокрылых насекомых рода Stylops из семейства Stylopidae. Северная Америка: Канада и США (штат Вашингтон).
Паразиты пчёл вида Andrena moesta Smith (Andrena, Andrenidae).
Вид был впервые описан в 1918 году американским энтомологом Уильямом Дуайтом Пирсом (William Dwight Pierce) и именован по видовому названию пчелы-хозяина.
В одной из новых работ по роду Stylops  в ходе анализа ДНК авторами (Straka et al., 2015) рассматривается в качестве предположительного синонима вида ?=Stylops advarians Pierce, 1909 (в статусе «Supposed new junior subjective synonym», что на 2018 год не подтверждено соответствующими профильными базами данных, например, Eol.org и Strepsiptera database).